# Anna Maria de Mecklenburg-Schwerin
Anna Maria de Mecklenburg-Schwerin (1 iulie 1627 – 11 decembrie 1669) a fost o nobilă germană, membră a Casei de Mecklenburg și, prin căsătorie, Ducesă de Saxa-Weissenfels.

## Biografie
A fost al patrulea copil și a doua fiică a lui Adolf Frederic I, Duce de Mecklenburg-Schwerin și a primei lui soții, Anna Maria de Ostfriesland. Războaiele în care era implicat Mecklenburg l-au forțat pe tatăl ei să-și trimită copiii inițial în Suedia, apoi în Danemarca, la curtea reginei Sofia (născută Ducesă de Mecklenburg-Güstrow). În 1629 Anna Maria a fost trimisă în Saxonia, la castelul Lichtenberg, unde a fost educată. În 1642 s-a întors la Schwerin, unde și-a reîntâlnit doar tatăl, mama ei murind în 1634. Probabil atunci și-a văzut pentru pima dată mama vitregă, Marie Katharina de Brunswick-Dannenberg, și ce trei frați vitregi. Anna Maria era copilul preferat al tatălui ei așa cum demonstrează tonul cordial, chiar afectuos al scrisorilor pe care și le-au scris unul altuia. 

### Căsătorie și copii
La Schwerin, la 23 noiembrie 1647, Anna Maria s-a căsătorit cu Augustus, Duce de Saxa-Weissenfels. Ei au avut 12 copii:
1. Magdalene Sibylle (n. 2 septembrie 1648, Halle - d. 7 ianuarie 1681, Gotha); s-a căsătorit la 14 noiembrie 1669 cu Ducele Frederic I de Saxe-Gotha-Altenburg. A fost strămoașa reginei Victoria a Regatului Unit.
2. Johann Adolf I (n. 2 noiembrie 1649, Halle - d. 24 mai 1697, Weissenfels).
3. August (n. 3 decembrie 1650, Halle - d. 11 august 1674, Halle); s-a căsătorit la 25 august 1673 cu Charlotte de Hesse-Eschwege. Singurul lor copil a murt la naștere (24 aprilie 1674).
4. Christian (n. 25 ianuarie 1652, Halle - ucis în bătălie la Mainz, 24 august 1689), mareșal al armatei saxone
5. Anna Maria (n. 28 februarie 1653, Halle - d. 17 februarie 1671, Halle).
6. Sophie (n. 23 iunie 1654, Halle - d. 31 martie 1724, Zerbst); s-a căsătorit la 18 iunie 1676 cu Karl, Prinț de Anhalt-Zerbst. Ca și sora ei mai mare Magdalene Sybille, este strămoașă a reginei Victoria.
7. Katharine (n. 12 septembrie 1655, Halle - d. 21 aprilie 1663, Halle).
8. Christine (n. 25 august 1656, Halle - d. 27 aprilie 1698, Eutin); s-a căsătorit la 21 iunie 1676 cu August Friedrich de Holstein-Gottorp, Prinț-episcop de Lübeck.
9. Heinrich (n. 29 septembrie 1657, Halle - d. 16 februarie 1728, Barby); a moștenit Barby.
10. Albrecht (n. 14 aprilie 1659, Halle - d. 9 mai 1692, Leipzig).
11. Elisabeth (n. 25 august 1660, Halle - d. 11 mai 1663, Halle).
12. Dorothea (n. 17 decembrie 1662, Halle - d. 12 mai 1663, Halle).

Anna Maria a murit la 42 de ani, la Halle. La doi ani după decesul ei, soțul ei s-a recăsătorit cu Johanna Walpurgis de Leiningen-Westerburg cu care a avut doi fii.